# Американские приключения
«Американские приключения» (англ. Once Upon a Time in China and America, иер. трад. 黃飛鴻之西域雄獅, упр. 黄飞鸿之西域雄狮, пиньинь: Вон Фэй Хун чи Сай вик хун си) — шестая и заключительная часть из серии фильмов «Однажды в Китае», главную роль в которой исполнил Джет Ли. В 1998 году фильм был номинирован на 17-м кинофестивале Гонконгской кинопремии в категории «Лучшая хореография». Также известен как «Однажды в Китае и Америке» и «Однажды в Китае 6».

## Сюжет
Вон Фэйхун, Седьмой (Куай Кёкчхат, Железная Нога) и Тринадцатая тётя (Кузина И) пересекают Тихий океан на пути в Америку, чтобы навестить Зубостого Соу, который недавно открыл свою клинику По Чи Лам. Во время пересечения пустыни они подбирают чуть не умершего от жажды ковбоя Билли. Когда компания останавливается пообедать, группа враждебных индейцев устраивают засаду. Вон Фэйхун, Седьмой и Тринадцатая тётя убегают целыми и невредимыми, но их повозка соскальзывает с обрыва и падает в реку. Седьмого и Тринадцатую тётю спасают и отвозят в клинику Соу. Фэйхун ударяется головой о камень и из-за этого теряет память. Его спасает племя индейцев.
Вернувшись в город, мэр пытается унизить китайцев в баре, установив несправедливые правила, но Билли пытается этому помешать. Между тем племя, спасшее Фэйхуна, сталкивается с другим враждующим племенем. Глава племени противника, наносит травму Свирепому Орлу, сыну вождя, из племени Фэйхуна. Однако, ко всеобщему удивлению, Фэйхун побеждает вождя и половину его людей, заставив тем самым их уйти. Фэйхун в конечном итоге прибывает в город, где товарищи пытаются помочь ему вспомнить прошлое.
Когда Фэйхун обретает память, он забывает обо всём, что произошло с ним за время его амнезии. Между тем мэр города в долгу и нанимает мексиканского бандита, чтобы помочь ограбить банк. Ограбление проходит успешно, но мэр ложно обвиняет в этом людей в По Чи Лам. Фэйхун и другие арестованные отправляются на казнь. Мексиканский бандит обнаруживает, что мэр заплатил ему на четыреста тысяч долларов меньше положенного, поэтому преступник возвращается в город требовать доплаты. В ходе развязавшегося противостояния мэр погибает, а Фэйхуну удаётся схватить бандита, чтобы восстановить свою репутацию. После всего этого Билли избирают новым мэром, а Вон Фэйхун, Седьмой и Тринадцатая тётя уезжают обратно в Китай.

## В ролях
- Джет Ли — Вон Фэйхун
- Розамунд Кван — Тринадцатая тётя (Кузина И)[англ.]
- Сюн Синьсинь[кит.] — Седьмой (Куай Кёкчхат, Железная Нога)
- Пауэр Чань[кит.] — Зубастый Соу
- Патрик Лун[кит.] — дядя Лун
- Ричард Ын[кит.] — дядя Хань
- Джефф Вулф — Билли
- Джозеф Сайа — мексиканский бандит
- Криста Белл — Сара